# The Garden of Eden
O Jardim do Éden (The Garden of Eden) é o segundo romance de Ernest Hemingway publicado postumamente, neste caso em 1986. Iniciado em 1946, Hemingway trabalhou no manuscrito durante os 15 anos seguintes, ao mesmo tempo que escreveu O Velho e o Mar (The Old Man and the Sea), O Verão Perigoso (The Dangerous Summer), Paris é uma Festa (A Moveable Feast), e Ilhas na Corrente (Islands in the Stream).

## Resumo do enredo
O romance é, fundamentalmente, a história de cinco meses na vida de David Bourne, um escritor americano, e de sua esposa, Catherine. Passa-se principalmente na Riviera francesa, especificamente na Côte d'Azur, e em Espanha. A história começa com a sua lua de mel na Camargue. Os Bournes encontram pouco depois uma jovem chamada Marita, de quem ambos se apaixonam, mas apenas um deles, em última instância, a poderá ter. David tem um caso com Marita, enquanto o relacionamento com a sua esposa se deteriora. A história continua até ao evidente divórcio entre David e Catherine.

## Temas principais
O Jardim do Éden trata da exploração por Hemingway da relação homem-mulher, mostra um interesse em personagens andróginos e "a inversão dos papéis de género."
O biógrafo de Hemingway James Mellow argumenta que as "idéias de transferência sexual" não ficaram claras na ficção de Hemingway até que ele escreveu O Jardim do Éden. Catherine Bourne convence David a tingir o cabelo na cor do dela, "para que sejam gémeos, bronzeados e andróginos."

## Enquadramento e história da publicação
Mellow argumenta que a génese da história começou durante a lua de mel de Hemingway com a sua segunda esposa, Pauline Pfeiffer, pouco depois do divórcio dela e Hadley Richardson. A representação do protagonista masculino como um jovem escritor, e a representação da mulher como "atraente, excitante, rica" espelha os dias passados em Le Grau-du-Roi no sul de França com Pauline.
O romance foi publicado postumamente numa forma muito abreviada em 1986. Hemingway começou O Jardim do Éden em 1946 e escreveu 800 páginas. Durante quinze anos continuou a trabalhar no romance que permaneceu incompleto. Quando foi publicado em 1986, o romance teve 30 capítulos e 70.000 palavras. A nota do editor explica que foram feitos cortes no romance pois, de acordo com os biógrafos, Hemingway tinha atingido 48 capítulos e 200.000 palavras. Scribner retirou cerca de dois terços do manuscrito existente e um longo enredo lateral.
O Jardim do Éden, o nono romance de Hemingway, foi publicado em 1986, um quarto de século depois de sua morte. Scribner publicou o romance em maio de 1986 com uma primeira tiragem de 100.000 exemplares.

## Recepção
A publicação de 'O Jardim do Éden ' é controversa devido à edição feita ao manuscrito. Susan Seitz argumenta que, neste romance, Hemingway estava forjando uma nova direcção na sua obra que foi perdida no processo de edição. Ela pensa que a edição foi abaixo da média, com "cortes substanciais de linhas, cenas e capítulos inteiros, a junção de material manuscrito que Hemingway tinha descartado e transposição de cenas e diálogos”. O resultado, afirma ela, não "representa as intenções de Hemingway nestas obras tal como ele as deixou."

## Adaptação em Filme
Uma adaptação cinematográfica de O Jardim do Éden foi lançada em 2008 no Festival de Cinema de Roma. A Screen International apelidou o filme de "drama erótico que ultrapassa os limites." O filme passou num certo número de cinemas em dezembro de 2010. O elenco contou com Jack Huston, Mena Suvari, Caterina Murino, Richard E. Grant e Carmen Maura. Foi dirigido por John Irvin. A adaptação foi de James Scott Linville, ex-editor da Paris Review.

## Ligações Externas
- Hemingway Archives, John F. Kennedy Library